# Cơ quan xếp hạng tín dụng
Trong hầu hết trường hợp, các nhà phát hành các loại chứng khoán là các công ty, các thực thể có mục đích đặc biệt, các chính quyền địa phương hoặc trung ương, các tổ chức phi lợi nhuận... (gọi chung là nhà phát hành nợ). Việc xếp hạng tín nhiệm đối với một nhà phát hành nợ bao gồm việc xem xét giá trị của loại nợ của nhà phát hành đó (chẳng hạn khả năng trả nợ) và ảnh hưởng lãi suất áp dụng cho loại chứng khoán được phát hành.

## Bộ 3 "Ông Lớn"
Ba công ty đánh giá tín dụng lớn nhất trên thế giới hiện nay (xét về thị phần) là các công ty Standard & Poor's (S&P), Moody's, và Fitch Group. S&P và Moody's có trụ sở ở Mỹ, trong khi Fitch có cả trụ sở tại Mỹ và Anh, và do FIMALAC của Pháp kiểm soát.
Tính đến năm 2001, mỗi "Ông Lớn" Moody's và Standard & Poor's kiểm soát 40% thị phần đánh giá tín dụng toàn cầu, trong khi thị phần của Fitch là 15%. Như vậy, bộ 3 Ông Lớn năm giữ tới 95% thị phần toàn cầu.
Dù được xếp chung vào bộ 3 Ông Lớn, thị trường này vẫn là tung hoành chủ yếu của Moody's và S&P, Fitch chỉ được xem là "ăn mót" của 2 Ông Lớn trên.
Từ giữa những năm 1990 đến đầu năm 2003, chỉ có 3 Ông Lớn này có mặt trong "Các Tổ chức Đánh giá Tín dụng được công nhận toàn quốc (NRSRO)" tại Hoa Kỳ.

## Ảnh hưởng
Mỗi dấu cộng (+) hoặc trừ (-) của các CRA đều tự động kích hoạt dòng chảy vào hoặc ra lên đến hàng tỷ USD đối với loại tài sản đó. Khi Standard & Poor's, Moody's hoặc Fitch hạ mức tín nhiệm chứng khoán một công ty, họ sẽ kích hoạt một sự hoảng loạn buộc công ty bị ảnh hưởng phải tìm cách huy động nguồn vốn mới càng sớm càng tốt nếu không muốn bị phá sản.
Không chỉ có thể làm thay đổi số phận của các công ty, các Ông Lớn còn có thể làm thay đổi vận mệnh của một quốc gia, và cả thế giới. Giới phân tích tin rằng các xếp hạng của những Ông Lớn góp một phần không nhỏ trong việc tạo nên cuộc khủng hoảng toàn cầu vừa qua.
Tính đến ngày 19/7/2011, việc Moody’s liên tiếp hạ tín nhiệm nợ của Hy Lạp, Bồ Đào Nha và Ireland xuống dưới mức đầu tư đã khiến thị trường toàn cầu lao dốc. Khi đưa ra các gói ứng cứu cho Hy Lạp, các nhà hoạch định chính sách châu Âu phải tính đến việc làm thế nào để Hy Lạp được ứng cứu nhưng không bị các CRA xếp vào diện vỡ nợ, nếu không, hoạt động ứng cứu của họ sẽ thành công cốc. 
Tại Mỹ, việc Chính phủ và Quốc hội chưa thông qua được thỏa thuận nâng trần nợ công cũng khiến các CRA lăm le vào cuộc. Một khi Mỹ bị hạ tín nhiệm như cảnh báo, chi phí vay nợ của Mỹ sẽ gia tăng, thị trường chứng khoán (TTCK) lớn nhất thế giới là Phố Wall sẽ rớt điểm thê thảm, kéo theo TTCK toàn cầu. Việc hạ tín nhiệm nợ của Mỹ cũng sẽ ảnh hưởng đến giá trị tài sản toàn cầu, vì hiện nay trái phiếu Mỹ (nợ chính phủ Mỹ) chiếm một lượng lớn trong tài sản dự trữ của các nước.

## Hình thức hoạt động
Hầu hết các CRA hoạt động theo một trong 2 hình thức kinh doanh. Ban đầu, tất cả các công ty phụ thuộc vào mô hình kinh doanh dựa trên thuê bao. Theo mô hình này, các CRA không cung cấp xếp hạn miễn phí mà chỉ cung cấp xếp hạng cho những thuê bao đối với các phân tích/đánh giá của công ty. Phí thuê bao sẽ cung cấp phần lớn thu nhập cho các CRA. Hiện nay, hầu hết các CRA "cò con" vẫn hoạt động theo hình thức này, mà những người ủng hộ tin là sẽ giúp các xếp hạng của CRA ít bị xung đột lợi ích hơn.
Ngược lại, hầu hết các CRA vừa và lớn (trong đó có 3 Ông Lớn Moody's, S&P và Fitch) hiện nay lại phụ thuộc vào mô hình kinh doanh nơi chính các nhà phát hành nợ/chứng khoán phải trả tiền cho việc đánh giá tín nhiệm sản phẩm nợ của họ. Theo hình thức này, trong khi các thuê bao vẫn được cung cấp các phân tích/đánh giá và xếp hạng chi tiết hơn đối với 1 nhà phát hành nợ, những dịch vụ này chỉ đóng một phần nhỏ trong doanh thu của CRA, doanh thu chủ yếu đến từ tiền chi trả cho việc xếp hạng của các nhà phát hành nợ.

## Tranh cãi
Hình thức thứ 2 bị chỉ trích "xung đột lợi ích" khi dùng tiền của chính nhà phát hành nợ để xếp hạng nợ của họ vì công ty nào cũng muốn được xếp hạng cao. 3 Ông Lớn được ví như một nhóm giáo viên đi nhận quà của sinh viên và đổi lại cho các sinh viên đó đạt điểm cao hơn kết quả thực sự của họ.
Ủy ban Chứng khoán Mỹ (SEC) công bố một báo cáo điều tra có chứa những email bị được viết bởi các nhà phân tích của 3 Ông Lớn. Trong đó, một nhà phân tích viết: "Ngay cả nếu các con bò đang dàn xếp thương vụ này, chúng ta vẫn công bố một xếp hạng tốt". Hay một nhà phân tích khác viết: "Hy vọng tất cả chúng ta đều giàu có và đã nghỉ hưu khi căn nhà bằng thẻ tín dụng này sụp đổ".
Chính sự xung đột lợi ích đã dẫn đến những xếp hạng sai lầm, điển hình trong cuộc khủng hoảng thứ cấp vừa qua. Lehman Brothers là một trường hợp điển hình. Chỉ một ngày trước khi ngân hàng này nộp đơn phá sản, 3 Ông Lớn vẫn dành cho nó những mức tín dụng thuộc hạng cao cấp của mình như A, AA và A+. Với những đánh giá cực kỳ sai lầm, 3 Ông Lớn khiến giới đầu tư toàn cầu cảm thấy an toàn cho đến giây phút cuối cùng trước khi thị trường bị tan chảy.
Những người ủng hộ hình thức thứ 2 lại phản biện rằng nếu các CRA chỉ dựa vào phí thuê bao đối với các gói dịch vụ, sẽ có một lượng rất lớn các loại nợ/chứng khoán không được xếp hạng vì mối quan tâm của những người thuê bao dịch vụ rất thấp.

## Mô hình đề xuất
Nhiều người muốn một mô hình kinh doanh mới cho các CRA, trong đó chính các nhà đầu tư chứ không phải công ty phát hành chứng khoán mới là người đăng ký đánh giá chứng khoán, và phân tích của giới đầu tư chiếm phần lớn trong việc đánh giá xấu cho các loại chứng khoán.
Điều này chính là những khái niệm mà John Moody dùng để gây tên tuổi cho công ty ông vào năm 1909, khi nó xếp hạng trái phiếu dễ bốc hơi của đường sắt. Trong suốt thời kỳ thị trường bị khủng hoảng năm 1929, không có loại chứng khoán được xếp hạng cao nào bị rớt giá mạnh – bằng chứng cho độ tin cậy của việc đánh giá tín dụng thời đó. Giới đầu tư lúc đó tín nhiệm Moody và sẵn sàng chi tiền cho các phân tích của ông.

## Liên kết
- "Spotlight on Nationally Recognized Statistical Rating Organizations (NRSROs)" Lưu trữ ngày 4 tháng 11 năm 2010 tại Wayback Machine, Securities and Exchange Commission
- Securities Industry and Financial Markets Association, SIFMA
- The Risk in Credit Ratings by Markus Krebsz Lưu trữ ngày 17 tháng 3 năm 2012 tại Wayback Machine, Scottish Financial Risk Academy